# Daund
Daund là một thành phố và là nơi đặt hội đồng đô thị (municipal council) của quận Pune thuộc bang Maharashtra, Ấn Độ.

## Địa lý
Daund có vị trí 18°28′B 74°36′Đ / 18,47°B 74,6°Đ Nó có độ cao trung bình là 514 mét (1686 feet).

## Nhân khẩu
Theo điều tra dân số năm 2001 của Ấn Độ, Daund có dân số 41.907 người. Phái nam chiếm 51% tổng số dân và phái nữ chiếm 49%. Daund có tỷ lệ 74% biết đọc biết viết, cao hơn tỷ lệ trung bình toàn quốc là 59,5%: tỷ lệ cho phái nam là 79%, và tỷ lệ cho phái nữ là 69%. Tại Daund, 13% dân số nhỏ hơn 6 tuổi.